# Hora Nova
Hora Nova es un periódico de Cataluña considerado la cabecera decana de la prensa comarcal del Alto Ampurdán. Este periódico se publicó por primera vez en 1977 en Figueras con el nombre de 9 País. Dos años más tarde, cambian de nombre a Hora Nova. Tiene una edición impresa en papel y una página web. Cuenta con una edición propia para la comarca del Alto Ampurdán y alrededores. Se publica en catalán y su presidente es Antoni Escudero i Martínez. La principal empresa editora del periódico es Noves Edicions Altempordaneses SLU.  
En 2007, el periódico celebró sus 30 años de vida con un cambio de diseño en su estética habitual e incorporaron una imagen de la Bahía de Rosas en la cabecera del periódico. En este mismo año, publican conjuntamente con El Setmanari de l'Alt Empordà una edición especial dedicada a la celebración de los Special Olympics celebrados en la capital de la comarca, Figueras.
La digitalización del periódico no aparece hasta el año 2014, cuando la Biblioteca Fages de Climent de Figueras, anuncia que el 9 País y Hora Nova, aparecerán virtualmente con todos los contenidos desde el 1977 hasta la actualidad.. Actualmente se publican las impresiones a color cada martes tanto físicamente como virtualmente. Todo su fondo histórico puede consultarse en el Repositorio Regira o desde la web de la Biblioteca de Figueras. Además, están asociados con la Asociación Catalana de la Prensa Comarcal, con fin de defender los intereses asociados y del conjunto de la prensa comarcal y local.

## Premios
- Premio Prensa de las Comarcas de Gerona, en 1980
- Tasis Torrent, en 1983
- Tasis Torrent suplemento literario, en 1986
- Tasis suplemento daliniano, en 1994